# Cattleya gaskelliana
Cattleya gaskelliana (translation: Gaskell's Cattley's orchid) là một loài lan trong chi Cattleya. Số nhiễm sắc thể lưỡng bội của C. gaskelliana là 2n = 40.

## Hình ảnh

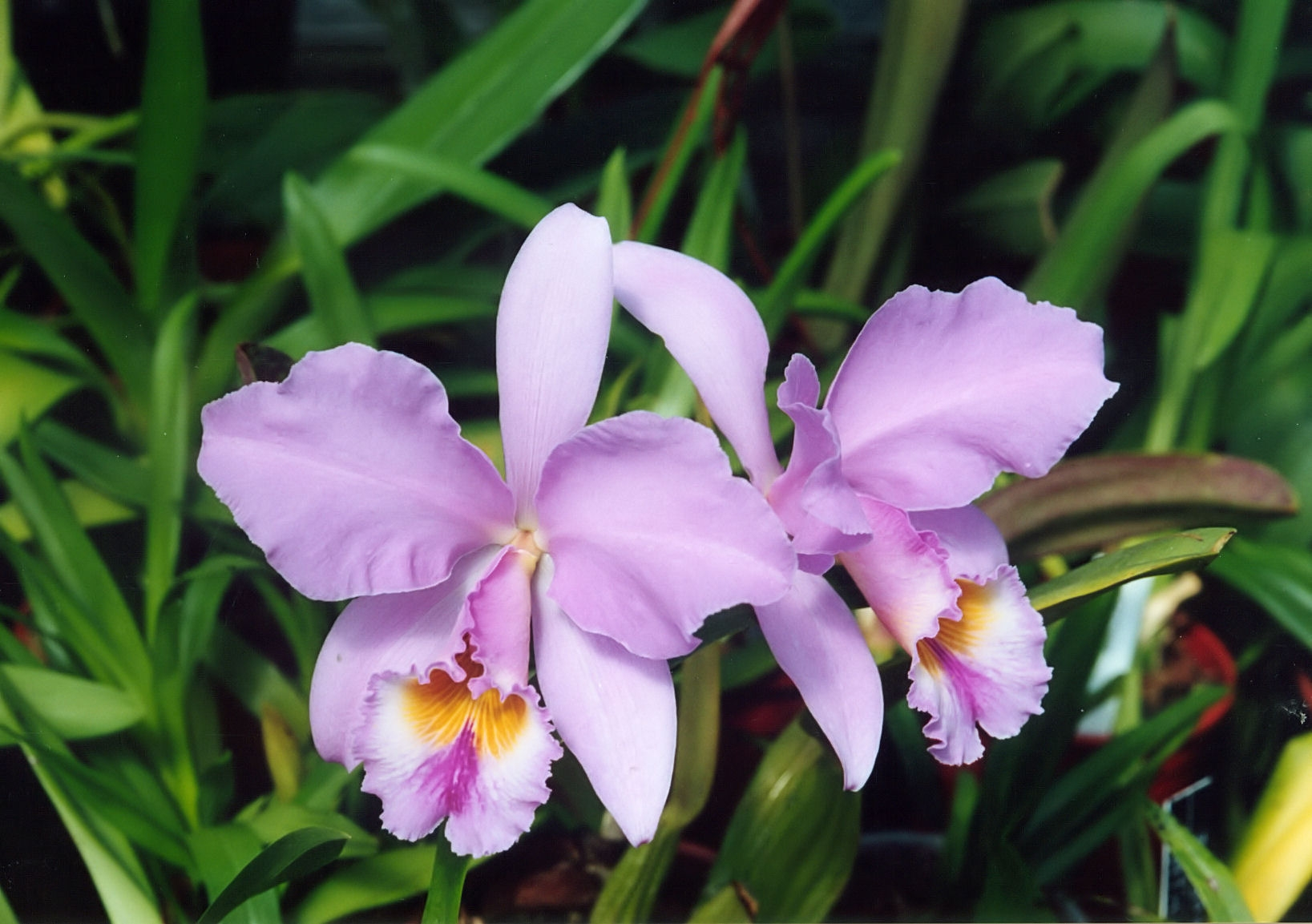
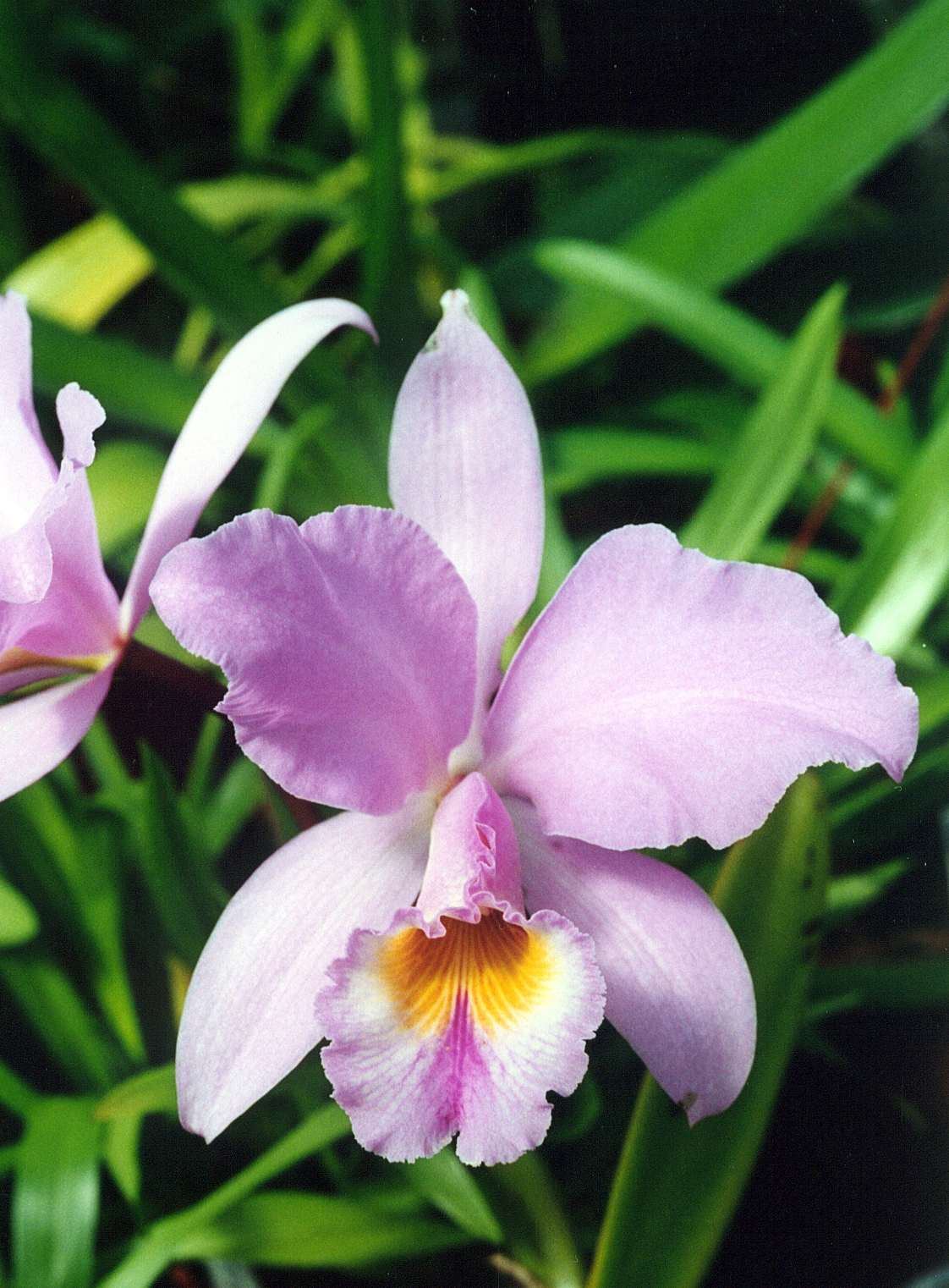
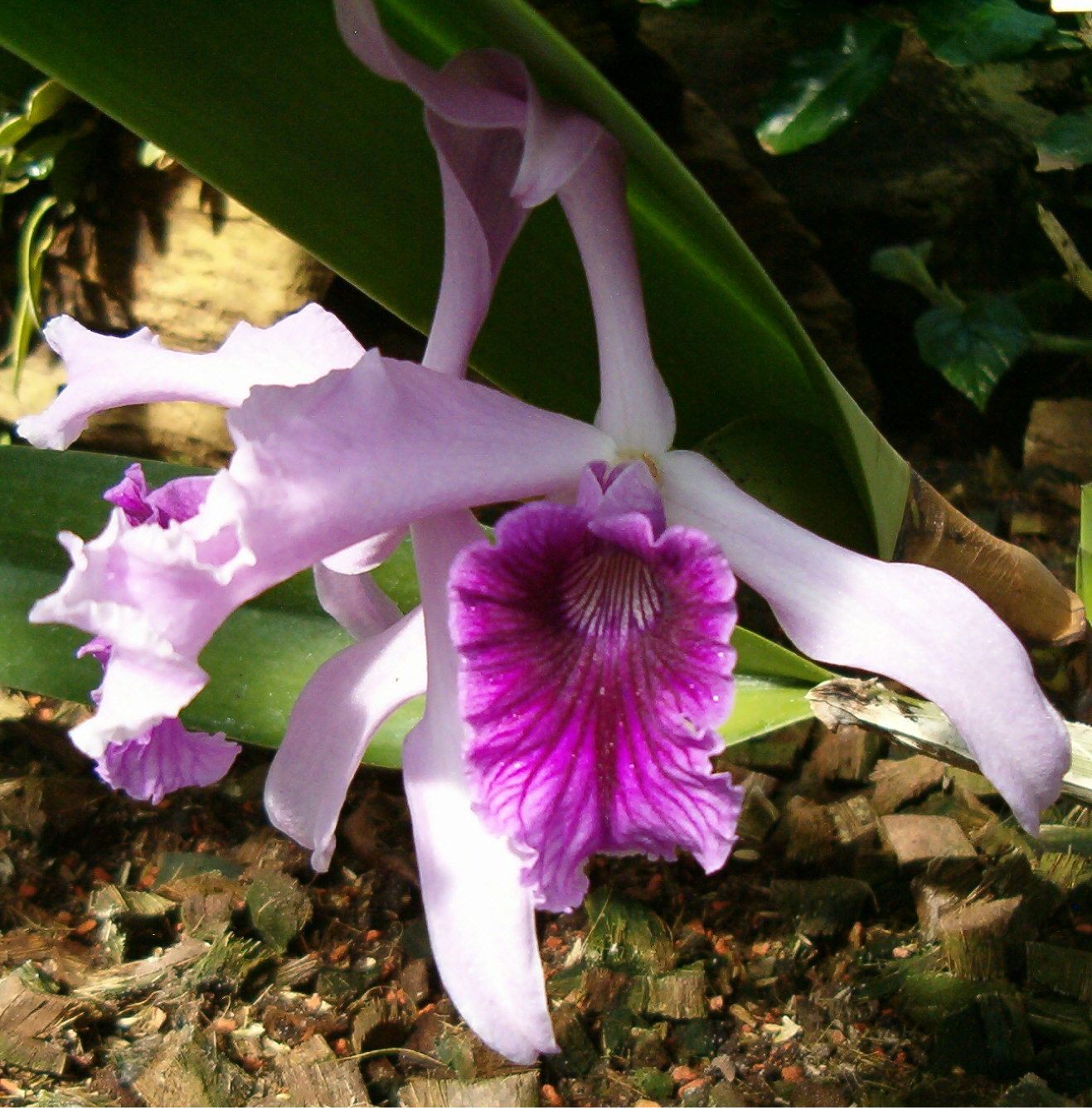
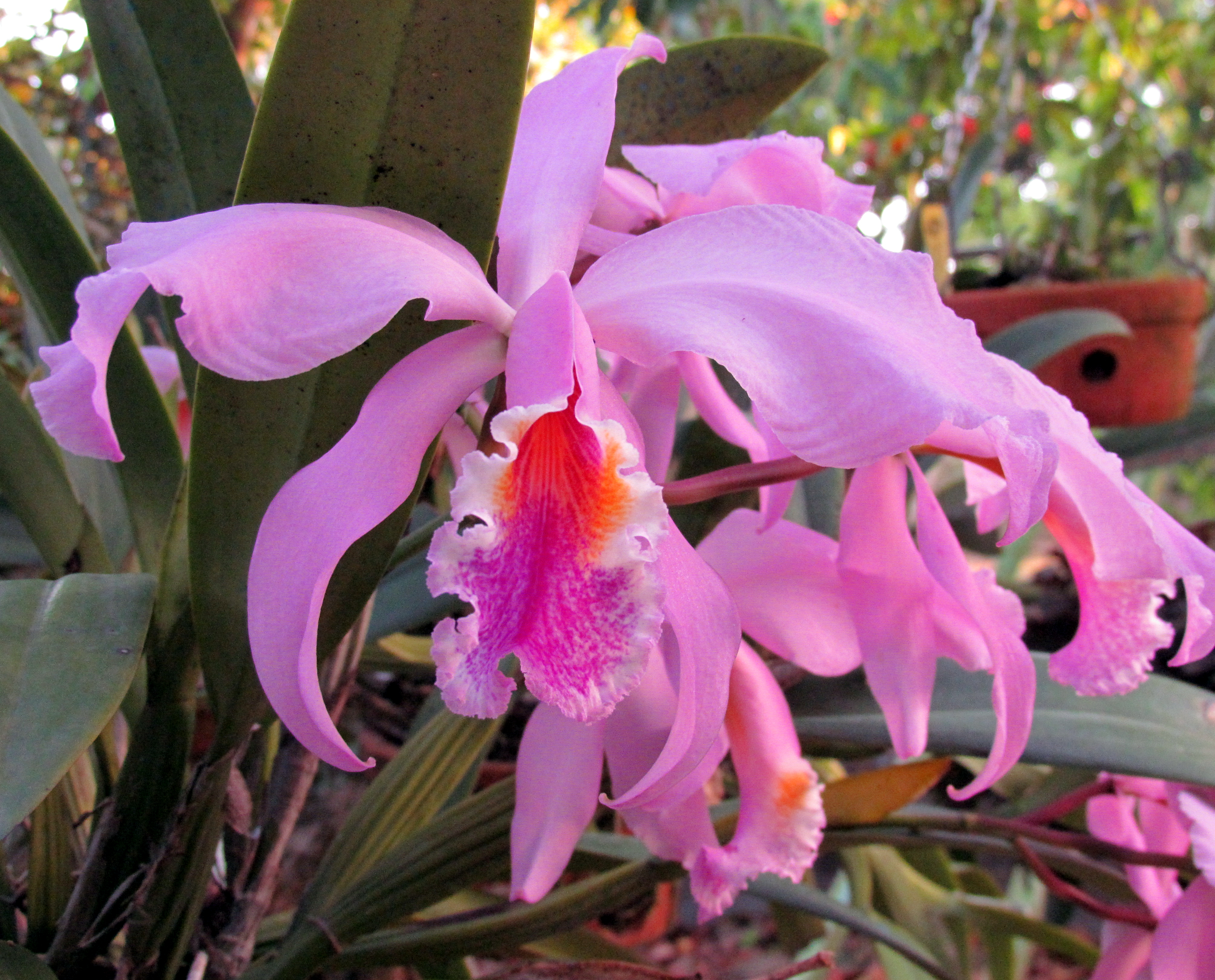